# 山崎聡一郎
山﨑 聡一郎（やまさき そういちろう、1993年（平成5年）10月26日 - ）は日本の教育研究者（研究テーマは「法教育を通じたいじめ問題解決」）、文筆家、声楽家、ミュージカル俳優、写真家。慶應義塾大学SFC研究所所員。法と教育学会正会員。日本学生法教育連合会正会員。合同会社Art&Arts代表社員（社長）。

## 経歴
東京都杉並区出身。2009年私立桜丘中学校卒業。2012年埼玉県立熊谷高等学校卒業。同年慶應義塾大学総合政策学部入学。一貫して学部二年時より法教育を通じたいじめ問題解決について研究をしてきた。2014年英国オックスフォード大学リンカーンカレッジ短期留学、シェイクスピア演劇と政治教育を学び単位取得。同年法教育副教材『こども六法』を制作、Open Research Forumに於いて発表（慶應義塾大学より研究助成金を受給）、Kindleで出版し、2015年にはこれを実践する学生プロジェクトとして「こども六法プロジェクト」を発足。同年第六回法と教育学会（早稲田大学）に於いて分科会発表。同年法教育教材『こども六法すごろく』を制作、Open Research Forumに於いて発表（慶應義塾大学より研究助成金を受給）。『こども六法』は驚きの声と共におおむね好意的に受け入れられた。山﨑はその後弘文堂と出会い、趣旨に共鳴され出版が決まったが、弘文堂には児童書を制作するノウハウがなく「会社が法律書、専門書といった看板を背負っているだけに、中途半端なものは出せないという事情」から出版計画はこの後2年にわたって頓挫する。2016年慶應義塾大学総合政策学部卒業（学位記授与総代）。同年卒業論文「法教育を通じたいじめ問題解決　いじめ問題解決への法教育の応用可能性と今後の展望」が優秀卒業プロジェクトに選定され、顕彰を受ける。
同年一橋大学大学院社会学研究科修士課程入学。同年第七回法と教育学会（立教大学）に於いて分科会発表。2017年研究ノート「法教育のいじめ問題解決への応用可能性（2017）」が『法と教育Vol.7』（商事法務）に掲載。2018年第八回法と教育学会（明治大学）に於いて分科会発表。2019年一橋大学大学院社会学研究科修士課程修了。修士（社会学）。
この間、CreativeCapital(CC)を運営する小川凛一との出会いから「こども六法プロジェクト」が立ち上がり、2018年9月から出版に向けたクラウドファンディングが実施され、この活動は毎日新聞でも報道された。結果として334名から179万円もの支援が寄せられた。弘文堂も出版に向けて本格的に乗り出すことになり、制作は再び動き出した。2019年2月にはNHKでも出版準備の模様が取り上げられた。「子ども向けの法律書」という異色の書物の実現にあたっては、簡単な言葉への“翻訳”や、監修者の依頼、記述の正確性の担保等困難を極めたが、粘り強い修正の積み重ねと、イラストによるデザインの工夫等により、9ヵ月に及ぶ編集を終え、『こども六法』は2019年8月20日に刊行された。この日が選ばれたのは、9月1日は子どもの自殺数が飛びぬけて多いという統計があるためであり「何がなんでも9月1日までに出したかった」のである。この刊行日程の設定が9月1日問題の話題と共鳴し、東京新聞、フジテレビ系列『めざましテレビ』（2019年8月20日放送）でも取り上げられる等、大きな反響を呼んだ。発売直後から品薄状態が続くほどの話題作となり、弘文堂は増刷に追われた。
その後も、朝日新聞、日本経済新聞、JFN、産経新聞、TBSラジオ出演、ダ・ヴィンチニュース、みんなのミシマガジン、ニッポン放送への出演、ORICON NEWS、BUSINESS INSIDER、教育新聞、朝日新聞EduA、DIAMOND ONLINE、FRIDAY DIGITAL、弁護士ドットコムニュース、日本テレビ系列『世界一受けたい授業』出演（2020年1月18日放送）など、数々のメディアで取り上げられ、発刊数は2020年１月出来の15万部で累計50万部に及び、法律書としてはきわめて異例のベストセラーとなっている。紀伊國屋書店が選ぶキノベス!2020年第17回において第5位。また、書店新風会の第54回新風賞に選ばれた。日弁連の機関誌『自由と正義』（2020年2月号）にも書評が掲載された。
山﨑自身も、小学校5年から6年にかけて左手首を骨折するほどの暴力を伴ういじめを受け、中学受験を決意。私立中学校に進学するも、今度はいじめ加害者となり、いじめ被害の苦痛を知る自身が加害者となることはないと慢心していたことから衝撃を受ける。この経験からいじめ問題の複雑さと難しさを痛感し、いじめ問題への取り組みを決意したという。
また山﨑は、声楽家・ミュージカル俳優としての顔も持っている。高校では音楽部（男声合唱団）に所属し、数々のコンクールに入賞。大学では慶應義塾ワグネル・ソサィエティー男声合唱団に所属。大学院時代はChoir Ursa Major旗揚げに参画、一橋大学男声合唱団コール・メルクールに所属。2016年に劇団四季のオーディションに合格し『ノートルダムの鐘』クワイヤキャストを務めている。また多くの演奏会でソリストも務めている。声楽を井上雅人、宇都宮直高、古澤利人の各氏に師事。板橋区演奏家協会会員。2022年には第2回国際声楽コンクール東京のミュージカル部門で優勝（第1位 / カフェトーク賞 / 東京新聞社賞を受賞）した。
さらには合同会社Art&Arts代表社員（社長）として実業家の顔も持っている。具体的に手掛けている事業は、教育・社会マネジメント事業として自身の講演・サイン会・メディア出演・舞台出演・取材対応等のマネジメント、大人のためのピアノ教室経営、演奏家・俳優・エンターテイナーの派遣、演奏会や演劇興行の企画運営、写真撮影などである。2020年5月28日、同社の副社長を務めるピアニストの井村玲美との結婚を発表した。
小学校6年生用の道徳教科書(東京書籍)に掲載される。

## 著書
- 『こども六法』 弘文堂 2019年8月20日 ISBN 978-4335357923
- 『こども六法すごろく』 幻冬舎 2020年6月25日 ISBN 9784344992917
- 『明日、学校へ行きたくない　言葉にならない思いを抱える君へ』 KADOKAWA 2021年2月1日 ISBN 9784041100431
- 『こども六法ネクスト　おとなを動かす　悩み相談クエスト』 小学館 2021年4月14日 ISBN 9784092272460
- 『ネットが最強のパートナーになる　ネット・スマホ攻略術　１時間で一生分の「生きる力」１』 講談社 2021年4月28日 ISBN	9784065230794